# Петър Гърбич
Петър Гърбич (на черногорски: Петар Грбић) е черногорски футболист, крило, нападател, състезател на ФК Будочност (Подгорица) и националният отбор по футбол на Черна гора.

## Кратка спорта кариера

### ФК Младост
Присъединява се с първи професионален договор към тима на ФК Младост от град Подгорица, където играе в продължение на малко повече от година.

### ФК Могрен
През 2008 г. става част от тима на друг черногорски клуб ФК Могрен от Будва, който по време на пристигането му има много високи амбиции, като начело на отбора е треньор Бранислав „Брано“ Милачич. В състава има забележителни играчи, някои от които са част от националния отбор на Черна гора, включващи футболисти като Радослав Батак, Иван Янюшевич, Янко Симович, Марко Цеткович и Драшко Божович. С отбора на ФК Могрен, Гръбич печели титлата в Черногорската първа лига през 2009 и 2011 г. За отбора изиграва 76 официални мача с 12 отбелязани гола.

### Олимпиакос
Благодарение на силните си игри в тима на ФК Могрен, през 2011 година Гръбич е продаден на гръцкия гранд ФК Олимпиакос, с трансфер на стойност 1 милион евро. По време на престоя в Олимпиакос треньор му е Ернесто Валверде, който оставя Гръбич предимно като резерва, като на поста разчита предимно на титуляра Кевин Миралас. Това е и основната причина да бъде преотстъпван на няколко пъти под наем, първо на ФК Левадиакос, следван от ФК Апоел (Беер Шева), ОФК Белград и накрая в ФК Партизан (Белград).

#### Под наем в ОФК Белград
На 5 септември 2012 г. бе съобщено, че Гръбич става част от сръбският елитен тим на ОФК Белград, с шестмесечен контракт под наем. На 11 ноември 2012 г. той вкарва победния гол в двубой срещу гранда ФК Цървена звезда, като това става първата победа на ОФК Белград над Цървена звезда от 2003 г.  По-малко от две седмици по-късно, бележи отново на Цървена звезда, този път в четвъртфиналите за Купата на Сърбия – Сезон 2012–2013. След страхотен полусезон със сръбския отбор, договорът „под наем“ е удължен до юни 2013 г.

#### Под наем в Партизан
На 13 юли 2013 г. Гърбич се присъедини към ФК Партизан под наем от Олимпиакос. През януари 2014 г. Олимпиакос официално прави замяна с Партизан, като отдава правата на Гръбич в замяна на Марко Шчепович.
На 18 март 2015 г. Гръбич бележи първия гол в полуфинала за Купата на Сърбия през 2015 г., след което изтичва до скамейката на отбора си, и обува втора лява футболна обувка. Тази постъпка е замислена предварително като отговор на саркастично изказване на сръбския премиер Александър Вучич, който преди мача прави изкзване, че „някои играчи на Партизан имат „два леви“ крака“. След двубоя Вучич се извини в своя профил в Twitter и поздрави Гръбич в неговия профил.

#### Акхисар Беледиеспор
През януари 2016 г. Гръбич отново заиграва зад граница, като се премества в турския клуб Акхисар Беледиеспор. Малко по-късно е преотстъпен „под наем“ на Адана Демирспор, който току-що е спечелил промоцията в турската Супер лига.

#### ФК Будучност
Завръща се в родината се през декември 2017 г. когато подписа с черногорския клуб ФК Будочност (Подгорица).

#### ФК Раднички (Ниш)
В период от една година Гръбич играе отново в сръбското първенство, този път с екипа на ФК Раднички (Ниш).

#### ФК Будучност
Завръща се в клуба на ФК Будучност през юни 2019 г., където игра и понастоящем.

#### Национален отбор на Черна гора
Гърбич дебютира за Националният отбора на Черна гора през март 2011 г. в приятелски мач срещу Узбекистан, като с националният тим има общо 7 мача, без да отбележи гол. Последният му международен мач е през март 2016 г., в приятелската среща срещу Беларус.